# Варела, Густаво
Густаво Варела (исп. Gustavo Antonio Varela Rodríguez; род. 14 мая 1978, Монтевидео) — уругвайский футболист и тренер, полузащитник.

## Биография
Густаво Варела начал карьеру в «Насьонале» в 1998 году. За период с 1998 по 2002 год трижды становился чемпионом Уругвая.
В середине 2002 года, сразу после выступления в составе сборной на чемпионате мира, был куплен германским «Шальке 04». В Германии Варела выступал до конца 2008 года, успев дважды стать вице-чемпионом Бундеслиги, победителем Кубка лиги, выступал в Лиге чемпионов.
В январе 2009 года он стал свободным агентом и позже присоединился к «Насьоналю», став одним из множества опытнейших ветеранов уругвайского футбола, пополнивших состав «трёхцветных» в межсезонье.
Варела сыграл в 24 матчах за сборную Уругвая за период с 2000 по 2006 год. Вместе с «Селесте» он стал участником финальной части Чемпионата мира 2002 года, где уругвайцы не сумели выйти из группы вместе с другими бывшими чемпионами мира — Францией. Также выступал на Кубке Америки 2004, где сборная заняла третье место.
С лета 2011 года выступает за аргентинский «Серро».

## Достижения
- Чемпион Уругвая (3): 1998, 2000, 2002
- Вице-чемпион Германии (2): 2005, 2007
- Обладатель Кубка немецкой лиги: 2005